# Chinese Democracy
Chinese Democracy è il sesto album in studio del gruppo musicale statunitense Guns N' Roses, pubblicato tra il 21 e il 23 novembre 2008 dalla Geffen Records.

## Descrizione

### Data di pubblicazione
Alcune fonti avevano supposto la pubblicazione dell'album in un periodo che andava da marzo a maggio 2006, ipotesi confermata anche dall'ex chitarrista dei Guns N' Roses Slash. Successivamente la pubblicazione è slittata per l'ennesima volta e il gruppo, nella seconda parte dell'anno, ha organizzato un tour tra Stati Uniti d'America e Canada.
Nel dicembre 2006 è apparso sul sito ufficiale del gruppo l'annuncio da parte di Axl Rose dell'annullamento delle ultime date del tour 2006, giustificando ciò con l'imminente conclusione dei lavori per la realizzazione di Chinese Democracy. Il 15 dicembre 2006 Rose ha dichiarato la pubblicazione per il 6 marzo 2007, ma nei giorni dell'ipotetica pubblicazione un portavoce del gruppo annunciò la posticipazione dell'album a data da definire.
L'album è stato infine commercializzato tra il 21 e il 23 novembre 2008 (in esclusiva di vendita di Best Buy nei soli USA) e da cui sono stati tratti i singoli Chinese Democracy, Better e Street of Dreams, usciti solo su supporto digitale.

### Contenuto
Di fatto è il primo album contenente materiale originale a nome Guns N' Roses ad essere diffuso dal 1991, anno di pubblicazione di Use Your Illusion I & II, dato che il loro ultimo album The Spaghetti Incident?, uscito nel 1993, era una raccolta di cover principalmente punk rock.
Negli anni di preparazione dell'album, la formazione dei Guns N' Roses è drasticamente mutata più volte, e dei membri originali della band è rimasto solo il cantante Axl Rose. La lista tracce ufficiale del disco è stata pubblicata però solo nell'ottobre 2008.
Alcuni di questi pezzi sono già stati suonati più volte dal vivo dai Guns N' Roses negli anni precedenti alla loro pubblicazione e sono apparsi anche in versione demo su Internet nel 2006.
Lo stile musicale del disco, per stessa ammissione di Axl Rose, è diverso da quello classico dei Guns N' Roses e prende spunto in alcuni casi dal sound dei Queen (band per la quale Axl Rose ha una vera e propria venerazione) e da quello dei Nine Inch Nails (band di cui faceva parte l'ex chitarrista dei Guns, Robin Finck). Risulta un misto di industrial e rock classico.

### Vendite
Il disco ha venduto poco più di 500 000 copie negli Stati Uniti nelle prime settimane dalla pubblicazione (vendute in buona parte per esclusiva di Best Buy) ottenendo così il disco d'oro, mentre in tutto il mondo le copie vendute hanno raggiunto i 5 milioni. Le vendite non alte sono da imputare alla scarsa pubblicità ed alla scarsa promozione fatta alla band (nessun video musicale è mai uscito) e da parte dello stesso Axl Rose. L'album, pur avendo registrato un ottimo interesse iniziale facendo registrare un alto numero di visite sulla pagina Myspace della band, transitando fra i primi posti di vendita di iTunes e fra i primi nelle classifiche di molti paesi nelle prime settimane, si è poi infossato nel limbo delle classifiche a soli 2 mesi dalla data di uscita.

## Tracce
1. Chinese Democracy – 4:41 (Axl Rose, Josh Freese)
2. Shackler's Revenge – 3:35 (Axl Rose, Brian Carroll, Caram Costanzo, Bryan Mantia, Pete Scaturro)
3. Better – 5:12 (Axl Rose, Robin Finck)
4. Street of Dreams – 4:46 (Axl Rose, Tommy Stinson, Dizzy Reed)
5. If the World – 5:00 (Axl Rose, Chris Pitman)
6. There Was a Time – 6:50 (Axl Rose, Paul Tobias, Dizzy Reed)
7. Catcher in the Rye – 5:52 (Axl Rose, Paul Tobias)
8. Scraped – 3:26 (Axl Rose, Caram Costanzo, Brian Carroll)
9. Riad N' the Bedouins – 3:46 (Axl Rose, Tommy Stinson)
10. Sorry – 6:11 (Axl Rose, Brian Carroll, Bryan Mantia, Pete Scaturro)
11. I.R.S. – 4:41 (Axl Rose, Paul Tobias, Dizzy Reed)
12. Madagascar – 5:52 (Axl Rose, Chris Pitman)
13. This I Love – 5:32 (Axl Rose)
14. Prostitute – 6:24 (Axl Rose, Paul Tobias)

## Formazione
Gruppo
- Axl Rose – voce, tastiera (tracce 1, 6 e 13), arrangiamento (eccetto traccia 7), chitarra (tracce 6 e 12), arrangiamenti orchestrali e dei corni (traccia 6, 12 e 13), orchestra sintetizzata (tracce 6 e 13), cori (tracce 6, 7 e 13), arrangiamento batteria (traccia 6), pianoforte (tracce 7, 13 e 14), corni francesi sintetizzati (traccia 12), campionatore (traccia 12)
- Paul Tobias – chitarra (eccetto tracce 2, 8, 10 e 13), arrangiamento (tracce 1, 2 e 11), pianoforte (traccia 6)
- Robin Finck – chitarra, assolo di chitarra (traccia 1, 3, 4, 6, 7, 11 e 13), arrangiamento e arrangiamento batteria (traccia 3), tastiera (traccia 5), chitarra acustica (traccia 10)
- Buckethead – chitarra (eccetto tracce 7 e 13), assolo di chitarra (traccia 1, 3-6, 8-12 e 14), chitarra acustica (traccia 5), arrangiamento (tracce 8 e 10)
- Ron "Bumblefoot" Thal – chitarra, assolo di chitarra (traccia 2, 7-9)
- Richard Fortus – chitarra (traccia 1, 3, 4, 6 e 14)
- Tommy Stinson – basso (eccetto traccia 5), cori (traccia 1, 3, 6 e 9), arrangiamento (traccia 9)
- Dizzy Reed – tastiera (eccetto tracce 5, 10, 12 e 13), cori (tracce 1, 3, 6 e 9), pianoforte (tracce 4 e 5), arrangiamenti orchestrali (tracce 4, 6, 12 e 14), orchestra sintetizzata (tracce 4, 6, 13 e 14)
- Chris Pitman – tastiera (eccetto tracce 9, 11 e 14), sub bass (eccetto traccia 7), cori (tracce 3 e 6), orchestra sintetizzata (tracce 4, 6, 13 e 14), chitarra a dodici corde e string machine (traccia 5), basso e programmazione della batteria (tracce 5, 6 e 12), arrangiamento (tracce 5, 12 e 13), arrangiamenti orchestrali e arrangiamento batteria (tracce 6 e 12), mellotron (traccia 6)
- Frank Ferrer – batteria (tracce 1, 3, 6 e 11)
- Brain – batteria (eccetto tracce 1 e 5), arrangiamento batteria (tracce 3, 4, 6, 12 e 14), arrangiamento (traccia 10), programmazione della batteria (traccia 11)

Altri musicisti
- Eric Caudieux – introduzione (traccia 1), programmazione aggiuntiva della batteria (traccia 5), arrangiamento (traccia 6), sub drums (traccia 13)
- Caram Costanzo – introduzione (traccia 1), arrangiamento batteria (tracce 3, 6 e 14), arrangiamento (tracce 6 e 8), sub drums (traccia 13)
- Sean Beavan – arrangiamento (tracce 1, 2, 4, 6, 9 e 11)
- Paul Buckmaster – orchestrazione (tracce 4, 6, 12 e 14), arrangiamenti orchestrali (tracce 4, 6, 12 e 14)
- Marco Beltrami – orchestrazione (tracce 4, 6, 12-14), arrangiamenti orchestrali (tracce 4, 6, 12-14)
- Josh Freese – arrangiamento batteria (tracce 4, 6, 9 e 14)
- Suzy Katayama – coro (tracce 6 e 13), arrangiamento dei corni (tracce 6, 12 e 13), corni francesi (traccia 12)
- Pete Scaturro – tastiera e arrangiamento (traccia 10)
- Sebastian Bach – cori (traccia 10)
- Youth – suggerimenti iniziali arrangiamenti (traccia 12)
- Patti Hood – arpa (traccia 13)

Produzione
- Axl Rose – produzione, montaggio digitale (eccetto traccia 7), missaggio, missaggio finale, ingegneria Logic Pro, produzione parti vocali
- Caram Costanzo – produzione, montaggio digitale (eccetto traccia 7), missaggio, missaggio finale, ingegneria del suono, produzione iniziale (traccia 8)
- Eric Caudieux – montaggio digitale (eccetto traccia 7), ingegneria Pro Tools, produzione aggiuntiva
- Sean Beavan – montaggio digitale (tracce 1, 4-6, 9, 11, 12 e 14), produzione aggiuntiva, ingegneria Pro Tools aggiuntiva, produzione iniziale (tracce 4-6, 11 e 12)
- Chris Pitman – processo aggiuntivo della chitarra (traccia 1), montaggio digitale (tracce 5, 12 e 13), produzione aggiuntiva (tracce 5, 6 e 12), ingegneria Logic Pro, produzione iniziale (tracce 5 e 12)
- Robin Finck – montaggio digitale (traccia 3), produzione iniziale (traccia 3)
- Billy Howerdel – registrazione chitarre e montaggio digitale (traccia 6), ingegneria Logic Pro
- Pete Scaturro – montaggio digitale (traccia 10), produzione iniziale (tracce 2 e 10), ingegneria aggiuntiva (traccia 10)
- Andy Wallace – missaggio
- Roy Thomas Baker – produzione e preproduzione aggiuntive
- Critter – ingegneria del suono aggiuntiva
- Dan Monti – ingegneria del suono aggiuntiva
- Jeremy Blair – ingegneria del suono aggiuntiva
- Okhee Kim – assistenza tecnica
- Andy Gwynn – assistenza tecnica
- Brian Monteath – assistenza tecnica
- Dave Dominguez – assistenza tecnica
- Jose Borges – assistenza tecnica
- Joe Peluso – assistenza tecnica
- Christian Baker – assistenza tecnica
- James Musshorn – assistenza tecnica
- Jan Petrov – assistenza tecnica
- Jeff Robinette – assistenza tecnica
- Bob Koszela – assistenza tecnica
- Paul Payne – assistenza tecnica
- Mark Gray – assistenza tecnica
- Xavier Albira – assistenza tecnica
- Dror Mohar – assistenza tecnica
- Eric Tabala – assistenza tecnica
- Shawn Berman – assistenza tecnica
- Donald Clark – assistenza tecnica
- Shinnosuke Miyazawa – assistenza tecnica
- Vanessa Parr – assistenza tecnica
- John Beene – assistenza tecnica
- Al Perrotta – assistenza tecnica
- Mike Scielzi – assistenza al missaggio
- Paul Saurez – assistenza al missaggio
- John O'Mahony – missaggio Pro Tools
- Greg Morgenstein – ingegneria Pro Tools aggiuntiva
- Paul De Carli – ingegneria Pro Tools aggiuntiva
- Billy Bowers – ingegneria Pro Tools aggiuntiva
- Justin Walden – ingegneria Pro Tools aggiuntiva
- Rail Jon Rogut – ingegneria Pro Tools aggiuntiva
- Isaac Abolin – ingegneria Pro Tools aggiuntiva
- Stuart White – ingegneria Logic Pro
- Dizzy Reed – ingegneria Logic Pro
- Bob Ludwig – mastering
- Youth – produzione aggiuntiva demo (traccia 12)
- Brian Mantia – ingegneria Logic Pro, produzione iniziale (tracce 2 e 10), ingegneria aggiuntiva (traccia 10)
- Terry Hardin – fotografia copertina
- George Chin – fotografia
- Shi Lifeng – illustrazione copertina
- Somyot Hananuntasuk – illustrazione
- Sasha Volkova – illustrazione
- Rian Corey - direzione artistica, grafica

## Controversie
Tra le principali cause del ritardo dell'album ci sono i continui cambiamenti nella formazione dei Guns N' Roses negli ultimi vent'anni, sin dall'abbandono di Slash, Duff McKagan e Matt Sorum, sostituiti da musicisti per lo più sconosciuti al grande pubblico e il continuo tergiversare dello stesso Axl Rose nel rimandarne continuamente l'uscita per motivi ancora oscuri. I continui sprechi di denaro di Rose per le registrazioni di tale album l'hanno portato al triste primato di essere l'album più costoso e rimandato della storia della musica con una spesa di produzione che si aggira sui 13 milioni di dollari.
In particolare gli Offspring annunciarono nel 2002 che il loro nuovo album si sarebbe intitolato Chinese Democracy - You Snooze, You Lose, che in inglese significa all'incirca "chi dorme non piglia pesci". Il loro cantante Dexter Holland, critico verso un'esibizione di Rose ad MTV nel 2002, dichiarò il motivo della scelta: «Lui mi frega i dreadlocks? Ed io gli frego il titolo!». Tuttavia gli Offspring stessi, sotto minaccia di azioni legali da parte di Rose, alcuni mesi dopo, per il timore di ritardi nella pubblicazione del disco, cambiarono il titolo in Splinter. Nel 2009 Holland ha però successivamente rivelato che la band non intendeva seriamente "rubare" il titolo ai Guns N' Roses ma semplicemente far loro uno scherzo, il quale è andato oltre a quello che ci si aspettava.
Oltre a ciò, ulteriore controversia è data dal pezzo I.R.S., che fu trasmesso in uno show radiofonico statunitense nel settembre 2003, dietro insistenza di Mike Piazza, un giocatore di baseball ospite della trasmissione, che era venuto in qualche modo in possesso del CD contenente il pezzo, ancora in versione demo. Alla stazione radiofonica fu immediatamente richiesto di non ritrasmettere quel pezzo, dietro richiesta della casa discografica dei Guns N' Roses. Un clip di 3:39 della stessa I.R.S., in versione non ancora definitiva, nell'aprile 2005 tuttavia iniziò a circolare su Internet.
Le voci sull'imminente uscita sono ulteriormente aumentate, dopo la pubblicazione illegale su alcuni siti Internet dei pezzi completi TWAT (There Was a Time), Better e I.R.S. (in versione differente da quella già circolata sul Web), durante il mese di febbraio del 2006. L'ultimo leak risale al 25 febbraio 2006, ed è un clip di 9 secondi della canzone Catcher in the Rye. La stessa canzone è apparsa, in versione demo, in un leak uscito il 1º marzo 2006.
Il 19 giugno 2008, nove brani definiti come appartenenti a Chinese Democracy, sono apparsi sul sito Antiquiet.com. Nel giro di poche ore i gestori del sito sono stati raggiunti dal team di avvocati di Axl Rose ed hanno provveduto a togliere i link ai pezzi. Si trattava di There Was A Time, Chinese Democracy, Better, Street Of Dreams, I.R.S. e Madagascar. Tre invece gli "inediti", e cioè If the World, Rhiad And the Bedouins e Prostitute.
L'album è stato poi pubblicato il 23 novembre 2008.

## Classifiche
| Classifica (2008)       | Posizione massima |
| ----------------------- | ----------------- |
| Argentina               | 1                 |
| Australia               | 3                 |
| Austria                 | 3                 |
| Belgio (Fiandre)        | 4                 |
| Belgio (Vallonia)       | 19                |
| Canada                  | 1                 |
| Danimarca               | 6                 |
| Finlandia               | 1                 |
| Francia                 | 10                |
| Germania                | 2                 |
| Giappone                | 3                 |
| Italia                  | 3                 |
| Norvegia                | 2                 |
| Nuova Zelanda           | 1                 |
| Paesi Bassi             | 4                 |
| Portogallo              | 9                 |
| Regno Unito             | 2                 |
| Spagna                  | 8                 |
| Stati Uniti             | 3                 |
| Stati Uniti (hard rock) | 1                 |
| Stati Uniti (rock)      | 1                 |
| Svezia                  | 4                 |
| Svizzera                | 1                 |